# Jeton tek unë
Jeton tek unë är en låt på albanska framförd av sångerskan Xhensila Myrtezaj. Med låten ställer hon upp i Top Fest 11.
Låten är skriven och komponerad av musikern Kledi Bahiti. Bidraget är det fjärde visade i detta års upplaga av Top Fest, slagen av bland annat Soni Malajs "Më të jeton".
Låten blev Myrtezajs femte bidrag i Top Fest. Hennes senaste deltagande kom 2012 med upptempolåten "Edhe një here".